# 野原四郎
野原 四郎（のはら しろう、1903年9月5日 - 1981年1月3日）は、日本の東洋史学者。専攻は中国近現代史。

## 経歴
出生から修学期
1903年、北海道札幌市で生まれた。生家は札幌市内で勧工場（現在の百貨店の前身）を営んでいた。高輪中学、浦和高校文科丙類を経て、東京帝国大学東洋史学科に進学。同級には、江上波夫、増井経夫がいた。1930年、卒業論文『高蝶(中国古代の結びの神)について』を提出して卒業した。これは、フランスの東洋学者・マルセル・グラネの説を参照しつつ論じたものであった。
東洋史研究者として
卒業後は史学会委員(有給)となった(1932年まで)。1930年、『史学雑誌』に郭沫若著『中国古代社会研究』の書評を発表。史学会幹部からは良い評価が得られなかったものの、翌1931年に偶然亡命中の郭沫若に東洋文庫で会い、同書について意見交換。1934年、治安維持法違反の容疑で杉並署に検挙された。1935年より1年間、東洋高等女学校に勤務。1936年から1937年の2年間は日の出高等女学校に勤務。
1938年3月に回教圏研究所が設立されると、研究員となった。この頃からアラビア語を学んだ。また、駒澤大学非常勤講師として教鞭もとった。1945年3月、再び杉並署に理由なく検挙された。
戦後
太平洋戦争終結後、1946年に中国研究所が設立されると常勤研究員となった。1966年、専修大学教授に就任。1974年3月、専修大学を定年退任。
学界では、1957年から10年間、雑誌『歴史評論』の編集長を務めた。1960年と1962年には現代中国学会代表幹事。1960年ごろに立ち上げられた「中国の会」に参加。この会は尾崎秀樹の普通社主宰で、野原、竹内好、橋川文三、安藤彦太郎、新島淳良、今井清一らをメンバーとした。
1981年、脳梗塞のため死去。

## 研究内容・業績
専門は中国近現代史。太平天国の乱や義和団の乱、西安事件などの研究に大きな功績を残した。主著に「アジアの歴史と思想」「中国革命と大日本帝国」、訳書にロジェ・ガロディ「現代中国とマルクス主義」などがある。また、イスラーム学・日本近代思想史の分野においても優れた論考がある。

## 著作

### 著書
- 『アジアの歴史と思想』弘文堂 1966
- 『中国革命と大日本帝国』研文出版 1978
- 『歴史への視点』研文出版 1982

### 共著
- 『東洋史学序説』松田寿男と共著、四海書房 1936
- 『中国革命の思想』竹内好・山口一郎・斎藤秋男共著、岩波新書 1953
- 『世界史潮 現代の理解のために』井上幸治・山上正太郎共編、日本出版協同 1953
- 『総合世界歴史事典』井上幸治・川崎庸之共編 時事通信社 1954
- 『中国現代史』岩村三千夫共著、岩波新書 1954
- 『愛と革命と青春：中国の若ものたち』幼方直吉共編 平凡社 1956
- 『日本の近代化と中国』家永三郎共著 三省堂 1956
- 『集団主義と国民教育：中国教育の課題と実践』 斎藤秋男共編 国土社 1957
- 『世界史読本』井上幸治共編 東洋経済新報社 1959
- 『日本国民の世界史』上原専禄・江口朴郎共著、岩波新書 1960
- 『近代日本における歴史学の発達』 松本新八郎,江口朴郎共編 青木書店 1976
- 『尾崎秀実著作集』(全5巻) 尾崎秀樹・今井清一・竹内好・野原四郎・橋川文三編集委員、勁草書房 1977-1979

### 邦訳書
- 『支那封建社会史』陶希聖著、四海書房 1931
- 『中国古代の思想家たち』郭沫若著、佐藤武敏・上原淳道共訳、岩波書店 1953年
- 『延安』ガンサー・スタイン（英語版）著、共訳、みすず書房 1962
- 『わが半生：溥儀自伝』監修・共訳、大安書房 1965
- 『現代中国とマルクス主義』ロジェ・ガロディ著、大修館 1970
- 『中国近代史』復旦大学歴史系・上海師範大学歴史系編著、小島晋治と監訳、三省堂 1981
- 『中国』人民教育出版社中小学通用教材歴史編写組編著、斎藤秋男共編訳、ほるぷ出版(世界の教科書 歴史) 1981

## 関連資料
- 「野原四郎先生年譜」PDF